# Berenice Celeita
Berenice Celeita Alayon (de vegades escrit 'Celeyta') és una activista de drets humans colombiana. És la presidenta de l'Associació Per a la Recerca i Acció Social (NOMADESC) que té com a finalitat la investigació d'abusos de drets humans regionals. En 1998, va guanyar el Premi de Drets humans Robert F. Kennedy, conjuntament amb altres activistes colombianes i colombians: Gloria Flórez, Jaime Prieto Méndez i Mario Calixto.

## Trajectòria
Celeita va iniciar el seu activisme en l'àmbit dels drets humans en l'any 1985, quan va ocórrer la presa del Palau de Justícia, en la qual el Moviment 19 d'abril (M-19) va prendre el Tribunal Suprem de Justícia de Colòmbia com a ostatge, el resultat va ser l'assassinat d'11 de les seves 25 jutges i jutgesses. En aquesta època, Celeita encara era una estudiant de primer any a la Universitat d'Externado a Colòmbia, i entre els morts, s'hi trobaven diversos professors seus.
Més tard Celeita va fundar l'associació NOMADESC, situada a la Vall del Cauca, província al sud de Colòmbia. L'associació NOMADESC ofereix cursos sobre drets humans, anualment es graduen al voltant de 150 persones, les quals tornen a les a comunitats locals on exerceixen tasques d'advocacia i de desenvolupament. L'organització també denúncia vulneracions de drets humans van relacionar l'extracció d'or, níquel, i urani, així com amb la perforació de petroli.
El Centre per a la Justícia i Drets humans Robert F. Kennedy va declarar que en 2004, Celeita havia sigut una de les 175 sindicalistes i activistes defensores de drets humans que havien sigut atacades pel govern colombià dins de l'anomenada "Operació Drac". Durant el setembre de 2011, un coronel i dos comandants de l'Exèrcit Nacional de Colòmbia van ser arrestats per aquests atacs.
En 2015 Celeita va ser objecte d'una acció urgent per part d'Amnistia Internacional, atès que arrel d'haver denunciat violacions de drets humans a Colòmbia, va estar vigilada per dues persones desconegudes.